# Reprezentacja Turcji w piłce ręcznej mężczyzn
Reprezentacja Turcji w piłce ręcznej mężczyzn - narodowy zespół piłkarzy ręcznych Turcji. Reprezentuje swój kraj w rozgrywkach międzynarodowych.

## Historia
Turecka Federacja Piłki Ręcznej została założona 4 lutego 1976 roku. Pierwsze oficjalne spotkanie międzypaństwowe Turcy rozegrali 12 września 1979 w ramach Igrzysk Śródziemnomorskich. Ich przeciwnikiem była reprezentacja Egiptu. Mecz zakończył się porażką Turków 16:31. Pierwsze zwycięstwo odnieśli oni 16 grudnia 1981. W spotkaniu rozegranym w ramach Mistrzostw Bałkanów zespół Turcji pokonał reprezentację Grecji 32:19.

## Mecze z Polską
Reprezentacja Turcji pięciokrotnie spotkała się z reprezentacją Polski. Cztery raz wygrywali Polacy, raz Turcy. Po raz pierwszy obie drużyny zmierzyły się ze sobą 28 listopada 1987. Wówczas Turcy przegrali 20:35. Ostatni pojedynek oba zespoły rozegrały 22 marca 2009 w Olsztynie. Mecz, który odbył się w ramach eliminacji do Mistrzostw Europy, zakończył się wynikiem 32:21 dla zespołu gospodarzy.